# Aqours
Aqours（日语：／，讀作，拉丁語發音：[ˈäkʷä]；中文譯名：愛克婭），是日本《電擊G's magazine》、動畫公司日昇與唱片公司Lantis共同推出的用户互动型企划作品《Love Live! Sunshine!!》中登场的女性校园偶像团体及声优组合。由于其名称源自拉丁语aqua（水）与英语ours（我们的），故也被華語圈称为水团。

## 介紹
2015年2月28日，官方在《电击G's magazine》杂志上预告了新企划“Love Live! SunShine!!”的诞生。之后官方为决定新组合名称举行了投票，最终“Aqours”这一名称以4644票胜出。2015年4月30日，官方在《电击G's magazine》2015年6月号上正式公布了“Love Live! Sunshine!!”的组合名称，同时公布了成员名字以及为其配音的声优阵容。2015年10月7日，Aqours以《你的心灵是否光芒闪耀？》单曲正式出道。
在现实中，Aqours所属的唱片公司为Lantis。
2017年7月10日，Aqours被推選為新任沼津觀光大使，於2018年正式上任。
2020年4月1日，Aqours以CYaZALEA☆Kiss（シャゼリア☆キッス）名義推出全新節目般的搞笑動畫。
2023年4月28日，官方宣佈於Youtube開設Love Live! 全系列的專屬頻道，並將過往的歌曲全上架至頻道中。
2023年7月21日，官方宣佈Love Live!系列將與偶像大師系列於12月9日及10日在東京巨蛋舉辦聯動演唱會。
2023年9月29日，官方宣佈Love Live!系列將在2024年3月9日及10日在K-Arena 橫濱舉辦與甲子園聯動的小隊演唱會。惟官方於2024年3月4日宣布，飾演國木田花丸的高槻加奈子因應身體不適將缺席全部兩場演出。
2024年6月30日，Aqours於九週年企劃生放送上宣佈舉辦最終演唱會，後於11月20日的生放送上正式公佈舉辦時間為2025年6月21日及22日。

## 成員
- Aqours由以下9名成員構成，隊長為高海千歌。
- 演出前與μ's不一樣的是，Aqours是喊出「Aqours! Sunshine!!」。
- 與μ's類似，Aqours也分為三個迷你小隊，分別為：「CYaRon!」（シャロン！）、「AZALEA」（アゼリア）、「Guilty Kiss」（ギルティキス），小队名称同样由网友投票产生[8]，並於2016年3月28日在官方網站公開。此外亦有「宮林波[註 3]（ぐ～りんぱ）」、「YYY[註 4][註 5]（わいわいわい）」、「草御瑠璃子[註 6] / 草倉梨子屋[註 7]（くさおるりこ / くさおくるりこや）」等非官方的小隊存在，另外也是首組姊妹皆為團體成員[註 8]的組合[註 9]及目前首組與虛擬偶像初音未來聯動出單曲的團體。

### 基本資料
- 以下9名角色按官方介紹順序排列為主。

| 角色名稱   | 角色名稱 | 角色名稱          | 聲優            | 學年 | 生日    | 星座   | 血型 | 身高  | 三圍            | 代表色 | 印象標誌 | 所屬小隊             | 報數 | 加入順序 |
| 中文       | 日文     | 英文              | 聲優            | 學年 | 生日    | 星座   | 血型 | 身高  | 三圍            | 代表色 | 印象標誌 | 所屬小隊             | 報數 | 加入順序 |
| ---------- | -------- | ----------------- | --------------- | ---- | ------- | ------ | ---- | ----- | --------------- | ------ | -------- | -------------------- | ---- | -------- |
| 高海千歌   |          | TAKAMI CHIKA      | 伊波杏樹 （伊波杏樹）   | 高2  | 08 / 01 | 獅子座 | B型  | 157cm | B82 / W59 / H83 | 橙色   | 蜜柑     | CYaRon!              | 1    | 1        |
| 櫻內梨子   |          | SAKURAUCHI RIKO   | 逢田梨香子 （逢田梨香子） | 高2  | 09 / 19 | 處女座 | A型  | 160cm | B80 / W58 / H82 | 樱花色 | 鋼琴     | Guilty Kiss          | 3    | 3        |
| 松浦果南   |          | MATSUURA KANAN    | 諏訪奈奈香 （諏訪ななか） | 高3  | 02 / 10 | 水瓶座 | O型  | 162cm | B83 / W58 / H84 | 翠绿色 | 海豚     | AZALEA               | 8    | 8        |
| 黑澤黛雅   |          | KUROSAWA DIA      | 小宮有紗 （小宮有紗）   | 高3  | 01 / 01 | 摩羯座 | A型  | 162cm | B80 / W57 / H80 | 红色   | 梅花     | AZALEA               | 7    | 9        |
| 渡邊曜     |          | WATANABE YOU      | 齊藤朱夏 （斉藤朱夏）   | 高2  | 04 / 17 | 牡羊座 | AB型 | 157cm | B82 / W57 / H81 | 水色   | 帆船     | CYaRon! YYY          | 2    | 2        |
| 津島善子   |          | TSUSHIMA YOSHIKO  | 小林愛香 （小林愛香）   | 高1  | 07 / 13 | 巨蟹座 | O型  | 156cm | B79 / W58 / H80 | 白色   | 小惡魔   | Guilty Kiss YYY      | 6    | 6        |
| 國木田花丸 |          | KUNIKIDA HANAMARU | 高槻加奈子 （高槻かなこ） | 高1  | 03 / 04 | 雙魚座 | O型  | 152cm | B83 / W57 / H83 | 黄色   | 花丸標   | AZALEA               | 4    | 5        |
| 小原鞠莉   |          | OHARA MARI        | 鈴木愛奈 （鈴木愛奈）   | 高3  | 06 / 13 | 雙子座 | AB型 | 163cm | B87 / W60 / H84 | 堇紫色 | 閃亮標   | Guilty Kiss          | 9    | 7        |
| 黑泽露比   |          | KUROSAWA RUBY     | 降幡愛 （降幡愛）     | 高1  | 09 / 21 | 處女座 | A型  | 154cm | B76 / W56 / H79 | 粉红色 | 棒棒糖   | CYaRon! YYY AiScReam | 5    | 4        |

## 投票企劃
官方不定期開展角色人氣投票等活動，這裡記錄的是企劃開始以來所有的角色投票及排名。
| 角色                                                              | 高海千歌       | 櫻內梨子          | 松浦果南       | 黑澤黛雅        | 渡邊曜           | 津島善子         | 國木田花丸       | 小原鞠莉         | 黑澤露比        |
| ----------------------------------------------------------------- | -------------- | ----------------- | -------------- | --------------- | ---------------- | ---------------- | ---------------- | ---------------- | --------------- |
| G's Magazine人氣投票                                              | 5位            | 6位               | 9位            | 2位             | 8位              | 7位              | 4位              | 3位              | 1位             |
| Aqours Center!! 第一回總選舉                                      | 6位            | 3位               | 9位            | 7位             | 1位              | 4位              | 5位              | 8位              | 2位             |
| gamers沼津店、Aqours看板娘總選舉                                  | 6位            | 5位               | 7位            | 8位             | 2位              | 1位              | 3位              | 9位              | 4位             |
| 7-11 X Love Live! Sunshine!! 印象女孩決定投票                     |                | 1位               |                |                 | 2位              |                  | 3位              |                  |                 |
| Aqours Center!! 第二回總選舉                                      | 6位            | 4位               | 1位            | 7位             | 5位              | 2位              | 3位              | 8位              | 9位             |
| 和Aqours成員一起吧♪寒假大作戰！                                   |                |                   | 3位            |                 | 1位              |                  | 2位              |                  |                 |
| Love Live! Sunshine!! Aqours浦之星女学院Radio!!! 个人总选举       | 当选           |                   |                | 当选            |                  | 当选             |                  |                  |                 |
| Love Live! Sunshine!! 第一回封面總選舉～想和你去的Aqours約會～    |                |                   |                |                 |                  |                  | 當選             |                  |                 |
| Love Live! Sunshine!!WORLD印象女孩總選舉                          | 台灣           | 德國              | 澳洲           | 新加坡          | 中國             | 英國             | 泰國             | 美國             | 韓國            |
| 第二代SEGAstaff印象女孩決定戰                                     | 2位            |                   |                |                 |                  | 3位              | 1位              |                  |                 |
| 雙人三人組合CD服裝印象投票                                        | Twilight Tiger | Hurricane Blossom | Twilight Tiger | Inferno Phoenix | Unicorn Blizzard | Unicorn Blizzard | Hurricane Blssom | Hurricane Blssom | Inferno Phoenix |
| 學園偶像祭5週年活動女孩27人總選舉                                 |                | 3位               |                |                 |                  | 1位              |                  | 2位              |                 |
| Love Live! Sunshine!! Aqours浦之星女学院Radio!!! 第二回个人总选举 |                |                   |                |                 | 当选             | 当选             |                  |                  | 当选            |
| Aqours Center!! 第三回總選舉                                      | 8位            | 5位               | 9位            | 6位             | 7位              | 2位              | 1位              | 4位              | 3位             |

## 音樂作品

### 編號單曲
| # | 發售日        | 名稱                   | 最高位 | 販賣形式     | 販賣生産號            | 形態             |
| - | ------------- | ---------------------- | ------ | ------------ | --------------------- | ---------------- |
| 1 | 2015年10月7日 | 你的心靈是否光芒閃耀？ | 3位    | CD+BD CD+DVD | LACM-14400 LACM-14401 | CD+BD盤 CD+DVD盤 |
| 2 | 2016年4月27日 | 想在AQUARIUM戀愛       | 3位    | CD+BD CD+DVD | LACM-14470 LACM-14471 | CD+BD盤 CD+DVD盤 |
| 3 | 2017年4月5日  | HAPPY PARTY TRAIN      | 2位    | CD+BD CD+DVD | LACM-14590 LACM-14591 | CD+BD盤 CD+DVD盤 |
| 4 | 2019年9月25日 | 未體驗HORIZON          | 3位    | CD+BD CD+DVD | LACM-14880 LACM-14881 | CD+BD盤 CD+DVD盤 |

### 小隊單曲
| 小隊名稱    | # | 發售日         | 標題                   | 最高排名 | 規格編號   |
| ----------- | - | -------------- | ---------------------- | -------- | ---------- |
| CYaRon!     | 1 | 2016年5月11日  | 元氣全開DAY! DAY! DAY! | 6位      | LACM-14481 |
| CYaRon!     | 2 | 2017年5月10日  | 不久将来的Happy End    | 6位      | LACM-14601 |
| CYaRon!     | 3 | 2019年12月4日  | Braveheart Coaster     | 3位      | LACM-14932 |
| AZALEA      | 1 | 2016年5月25日  | 讓我俘虜你的心PLEASE!! | 7位      | LACM-14482 |
| AZALEA      | 2 | 2017年5月31日  | GALAXY HidE and SeeK   | 4位      | LACM-14602 |
| AZALEA      | 3 | 2019年12月11日 | Amazing Travel DNA     | 3位      | LACM-14933 |
| Guilty Kiss | 1 | 2016年6月8日   | Strawberry Trapper     | 5位      | LACM-14483 |
| Guilty Kiss | 2 | 2017年6月21日  | 脆弱易碎               | 4位      | LACM-14603 |
| Guilty Kiss | 3 | 2019年11月27日 | New Romantic Sailors   | 2位      | LACM-14931 |

### 小隊專輯
| 小隊名稱    | # | 發售日        | 標題                        | 最高排名 | 規格編號   |
| ----------- | - | ------------- | --------------------------- | -------- | ---------- |
| CYaRon!     | 1 | 2021年6月2日  | 有一天…就像永遠！           | 2位      | LACA-15881 |
| AZALEA      | 1 | 2021年6月23日 | We'll get the next dream!!! | 5位      | LACA-15882 |
| Guilty Kiss | 1 | 2021年7月28日 | Shooting Star Warrior       |          | LACA-15883 |

## 演唱會

### 團體
LoveLive! Sunshine!! Aqours First LoveLive! 〜Step! ZERO to ONE!!〜（ラブライブ! サンシャイン!! Aqours 1st LoveLive! ～Step! ZERO to ONE!!～）
2017年2月25日和26日於橫濱體育館舉辦的首場演唱會。
本次演唱会安排了日本国内及国外多个转播点进行卫星直播或延时录播。
演唱會當天的影片《LoveLive! Sunshine!! Aqours First LoveLive! 〜Step! ZERO to ONE!!〜》於2017年9月27日發行。
LoveLive! Sunshine!! Aqours 2nd LoveLive! HAPPY PARTY TRAIN TOUR（ラブライブ! サンシャイン!! Aqours 2nd LoveLive! HAPPY PARTY TRAIN TOUR）
分別於2017年8月5日和6日在名古屋市綜合體育館、8月19日和20日在神户世界紀念館、9月29日和30日在埼玉大都會人壽巨蛋舉辦的第二場演唱會，也是Aqours以及Love Live!企划首次巡回演唱会。
演唱會當天的影片《LoveLive! Sunshine!! Aqours 2nd LoveLive! HAPPY PARTY TRAIN TOUR》於2018年4月25日發行。
Saint Snow PRESENTS LOVELIVE! SUNSHINE!! HAKODATE UNIT CARNIVAL
2018年4月27日和28日在函館體育館舉辦的其他活動演唱會，也是首場以小隊形式及Saint Snow首度參與演出的演唱會。
演唱會當天的影片《Saint Snow PRESENTS LOVELIVE! SUNSHINE!! HAKODATE UNIT CARNIVAL》於2018年10月24日發行。
LoveLive! Sunshine!! Aqours 3rd LoveLive! Tour ～WONDERFUL STORIES～（ラブライブ! サンシャイン!! Aqours 3rd LoveLive! Tour ～WONDERFUL STORIES～）
分別於2018年6月9日和10日在埼玉大都會人壽巨蛋、6月16日和17日在大阪城音樂廳、7月7日和8日在福岡海洋會展中心舉辦的第三場演唱會，也是Aqours與Saint snow（Saint Aqours Snow），以及Love Live!企劃第二次巡回演唱会。
演唱會當天的影片《LoveLive! Sunshine!! Aqours 3rd LoveLive! Tour ～WONDERFUL STORIES～》於2019年3月6日發行。
LoveLive! Sunshine!! Aqours 4th LoveLive! ～Sailing to the Sunshine～（ラブライブ! サンシャイン!! Aqours 4th LoveLive! ～Sailing to the Sunshine～）
於2018年11月17日和18日在東京巨蛋舉辦的第四場演唱會，這也是Aqours第一次在東京巨蛋舉行演唱會。
演唱會當天的影片《LoveLive! Sunshine!! Aqours 4th LoveLive! ～Sailing to the Sunshine～》於2019年5月29日發行。
LOVE LIVE! SUNSHINE!! Aqours World LoveLive! ASIA TOUR 2019
首次亞洲巡回演唱会。分别于2019年3月23日和24日在上海国家会展中心虹馆EH、4月6日和7日在台北国际会议中心、4月13日和14日在千叶幕张展览馆、4月20日和21日在首尔高丽大学化汀体育馆举行。
成员小宫有纱因身体不适缺席了上海和台北两站第一天的部分演出及第二天的全部演出，其后被确诊为荨麻疹，缺席东京站和首尔站的全部演出。
LoveLive! Sunshine!! Aqours 5th LoveLive! ～Next SPARKLING!!～ （ララブライブ！サンシャイン!! Aqours 5th LoveLive! ～Next SPARKLING!!～）
於2019年6月8日、9日在埼玉大都會人壽巨蛋所舉辦的第五場演唱會。這也是西武巨蛋第三次承辦Aqours的演唱會。
演唱會當天的影片《LoveLive! Sunshine!! Aqours 5th LoveLive! ～Next SPARKLING!!～》於2020年1月8日發行。
Love Live! Fes（ラブライブ！フェス）
在2020年1月18日和19日在埼玉超級競技場舉辦的演唱會，也是Love Live!系列九週年的專場演唱會。
本場演唱會為μ's、Aqours、Saint Snow和虹咲學園學園偶像同好會的聯合演出。
LoveLive! Sunshine!! Aqours 6th LoveLive! DOME TOUR 2020 （ラブライブ！サンシャイン!! Aqours 6th LoveLive! DOME TOUR 2020）(取消演出)
分別於2020年9月5日和6日在名古屋巨蛋、2020年9月19日和20日在西武巨蛋、2020年10月10日和11日在東京巨蛋、2020年12月26日和27日在福岡巨蛋、2021年1月16日和17日在大阪巨蛋所舉辦的第六場演唱會，另外每場的副標題皆不同，後在8月21日因官方考量避免群聚使得COVID-19擴散的情況下正式宣佈該演唱會全面取消舉辦，原預定演出日期改由播放替代節目作為補償方案。
LoveLive! Sunshine!! Aqours 5th Anniversary LoveLive! ～LET'S GO WONDER TRIP～（ラブライブ！サンシャイン!! Aqours 5th Anniversary LoveLive! ～LET'S GO WONDER TRIP～）(取消演出)
是願先預計於2021年5月1、2日在靜岡縣掛川市妻戀度假村彩鄉舉辦的戶外專場演唱會，是LoveLive!系列的首次戶外專場演唱會。
由於2021年4月25日日本下達緊急狀態宣言以及2019冠狀病毒病疫情，本次公演中止。
LoveLive! Sunshine!! Aqours EXTRA LoveLive! ～DREAMY CONCERT 2021～（ラブライブ！サンシャイン!! Aqours EXTRA LoveLive! ～DREAMY CONCERT 2021～）
分別於2021年12月29日、30日在PIA ARENA MM舉辦的Aqours的專場演唱會。本次演唱會是2021年唯一一次以Aqours的名義實際舉辦的專場演唱會。
LoveLive! Series Presents COUNTDOWN LoveLive! 2021→2022 〜LIVE with a smile!〜（ラブライブ！シリーズ Presents COUNTDOWN LoveLive! 2021→2022 〜LIVE with a smile!〜）
是Aqours、虹咲學園學園偶像同好會、Liella!於2021年12月31日在PIA ARENA MM舉辦的共同參演演唱會。本次演唱會是LoveLive!系列的跨年演唱會，同時也是LoveLive!系列歷史上第二次共同參演演唱會。
LoveLive! Sunshine!! Aqours 6th LoveLive! ～KU-RU-KU-RU Rock 'n' Roll TOUR～ OCEAN STAGE（ラブライブ！サンシャイン!! Aqours 6th LoveLive! ～KU-RU-KU-RU Rock 'n' Roll TOUR～）
分別於2022年2月12、13日在萬特力巨蛋名古屋和3月5、6日在Belluna巨蛋舉辦的第六場演唱會，兩個場次的名稱分別為OCEAN STAGE和SUNNY STAGE。
另外飾演國木田花丸的高槻加奈子，得依照其個人的身心狀況，來診斷是否能參與演出。
3月6日當天官方宣佈追加2022年6月25、26日在東京巨蛋的WINDY STAGE場次，另外此次浦之星交響樂團以應援來賓參與演出。
LoveLive! Sunshine!! Aqours EXTRA LoveLive! 2023 ～It’s a 無限大☆WORLD～（ラブライブ！サンシャイン!! Aqours EXTRA LoveLive! 2023 ～It's a 無限大☆WORLD～）
分別於2023年2月11日和12日在武藏野之森綜合體育館・主館和2023年3月11、12日幕張Messe Event Hall舉辦的Aqours的專場演唱會，兩個場次的名稱分別為Valentine's Day Concert和White Day Concert。
此次演唱會是自2020年新冠疫情以來Aqours首次允許觀眾出聲應援的演唱會。
LoveLive! Sunshine!! Aqours Finale LoveLive! ～永久stage～（ラブライブ！サンシャイン!! Aqours Finale LoveLive! ～永久stage～）
2025年6月21日和22日在西武巨蛋舉辦的第七場演唱會，也是Aqours全員最後一次專場演唱會。

### 小隊
LoveLive! Sunshine!! UNIT LIVE ADVENTURE 2020 Guilty Kiss First LOVELIVE! ～New Romantic Sailors～（ラブライブ！サンシャイン!! UNIT LIVE ADVENTURE 2020 Guilty Kiss First LOVELIVE! ～New Romantic Sailors～）

LoveLive! Sunshine!! UNIT LIVE ADVENTURE 2020 CYaRon！ First LOVELIVE! ～Braveheart Coaster～（ラブライブ！サンシャイン!! UNIT LIVE ADVENTURE 2020 CYaRon！ First LOVELIVE! ～Braveheart Coaster～）

LoveLive! Sunshine!! UNIT LIVE ADVENTURE 2020 AZALEA First LOVELIVE! ～Amazing Travel DNA～（ラブライブ！サンシャイン!! UNIT LIVE ADVENTURE 2020 AZALEA First LOVELIVE! ～Amazing Travel DNA～）(取消演出)

LoveLive! Sunshine!! UNIT LIVE ADVENTURE 2020 CYaRon！ AZALEA Guilty Kiss ～PERFECT WORLD～（ラブライブ！サンシャイン!! CYaRon！ AZALEA Guilty Kiss ～PERFECT WORLD～）(取消演出)

LoveLive! Sunshine!! UNIT LIVE ADVENTURE 2020 AZALEA First LOVELIVE! ～Amazing Travel DNA～ TRY AGAIN（ラブライブ！サンシャイン!! UNIT LIVE ADVENTURE 2020 AZALEA First LOVELIVE! ～Amazing Travel DNA～ TRY AGAIN）(取消演出)

LoveLive! Sunshine!!  AZALEA 1st LoveLive! ～In The Dark /*秘密的故事*/～（ラブライブ！サンシャイン!! AZALEA 1st LoveLive! ～In The Dark /*秘密の物語*/～）

LoveLive! Sunshine!!  Guilty Kiss 2nd LoveLive! ～Return To Love ♡ Kiss Kiss Kiss～（ラブライブ！サンシャイン!! Guilty Kiss 2nd LoveLive! ～Return To Love ♡ Kiss Kiss Kiss～）

LoveLive! Sunshine!!  CYaRon！2nd LoveLive! ～大革命☆Wake Up Kingdom～（ラブライブ！サンシャイン!! CYaRon！2nd LoveLive! ～大革命☆Wake Up Kingdom～）

LoveLive! Sunshine!!  AZALEA 2nd LoveLive! ～Amazing Travel DNA Reboot～（ラブライブ！サンシャイン!! AZALEA 2nd LoveLive! ～Amazing Travel DNA Reboot～）